# Harterleiten
Harterleiten ist ein Ort in Oberösterreich, eine
Ortschaft und Katastralgemeinde (Harterleithen) der Gemeinde Kefermarkt und Ortschaft der Gemeinde Lasberg, beide im Bezirk Freistadt.

## Geographie
Die Streusiedlung liegt knapp 10 Kilometer südöstlich von Freistadt, direkt südöstlich oberhalb von Kefermarkt, im Talungsraum der Feldaist, auf Höhen um 660 m ü. A.
Das Ortsgebiet umfasst die ganze Gegend in der untersten Schlinge der Flanitz bei Flanitztal und dem Luchsberg (516 m ü. A.) bis zum Saselgrabenbach, der gleich unterhalb der Flanitzmündung beim Mairhofer am Beginn der Feldaist-Klamm mündet. Die beiden Ortschaften haben zusammen knapp 50 Gebäude mit 98 Einwohnern, größtenteils im Kefermarkter Teil, einschließlich der Einzellagen Mairhofer und dem Gratzer, der schon am Riedl zwischen Feldaist und Flanitz an der L1469 Selker Straße südlich Lehen liegt. Zu Lasberg gehören nur die Altmühle an der Flanitz und eine Ortslage nahe Schallhof an der L1474 Kefermarkter Straße nach Gutau.
Die Kefermarkter Katastralgemeinde Harterleiten umfasst weitgehend das Ortschaftsgebiet und die Ortschaft Wittinghof auf der anderen Seite der Feldaist südwestlich von Kefermarkt, sowie die Ortslagen Lehen des Marktortes.
Der nordwestliche Teil der Ortschaft wird aufgrund seiner Landschaftscharakteristika als Ausstülpung noch zum – eigentlich östlich liegenden – Aist-Naarn-Kuppenland gerechnet, der Südostteil und der Rest der Katastralgemeinde mit dem Aisttal aber zum – westlich liegenden – Zentralmühlviertler Hochland.
| Kefermarkt (O, KG, Gem.)                                                                | Weinberg (O, Gem. Kefermarkt)                                                     | Lasberg (KG, Gem. Lasberg) Elz (O, Gem. Lasberg)          |
| Dörfl (O, Gem. Kefermarkt) Pernau (KG, Gem. Kefermarkt) Wittinghof (O, Gem. Kefermarkt) | Kompassrose, die auf Nachbargemeinden zeigt                                       | Schallhof (O, Gem. Gutau) Erdmanns- dorf (KG, Gem. Gutau) |
| Matzelsdorf (KG, Gem. Neumarkt i.Mkr.)                                                  | Netzberg Neustadt (O, Gem. Pregarten) (O, Gem. Gutau) Selker (KG, Gem. Pregarten) | Schöferhof (O, Gem. Gutau) Hundsdorf (KG, Gem. Gutau)     |

## Geschichte
Die schon urgeschichtliche Besiedlung des Raumes ist durch Lochbeil aus Serpentin belegt, das 1965 beim Haus Harterleiten Nr. 6 (Gratzer in Hart) gefunden wurde. Die -itz-Namen der Flüsse belegen die slawische Besiedelung des Frühmittelalters, die durchweg deutschstämmigen Siedlungsnamen die Wiederbesiedelung des Hochmittelalters. Der Ortsname selbst dürfte wohl zu Hardt ‚Wald‘ und Leite ‚Hang‘ stehen, tatsächlich ist noch im früheren 19. Jahrhundert der Name ein Flurname des Wald-/Wiesenstücks südöstlich der Abzweigung des Güterwegs bei Hnr. 14 und 15 (Gamlehener, Bergmann) – eine explizite Ansiedlung des Namens gibt es nicht.  Erstmals urkundlich ist der Name 1775 in der Josephinischen Landesaufnahme. Die Dialekt-Aussprache wird mit ˌhoːʊdʊˈlɑːidn angegeben.